# باشگاه فوتبال استقلال تهران و تیم ملی فوتبال ایران

تیم ملی ایران در مسابقات مقدماتی جام جهانی ۲۰۱۴، ۶ بازیکن از ۱۱ بازیکن این ترکیب در آن زمان در تیم استقلال عضویت داشتند و تیم ملی ایران با استخوان‌بندی بازیکنان استقلال به جام جهانی ۲۰۱۳ صعود کرد.

باشگاه فوتبال استقلال تهران پایتخت یک باشگاه فوتبال حرفه‌ای ایرانی است که در ۴ مهر ۱۳۲۴ در شهر تهران و با نام نخستین کلوپ دوچرخه‌سواران تأسیس شد. این باشگاه در تاریخ ۱ اسفند ۱۳۲۸ با رای‌گیری اعضای هیئت مدیره نامش را به تاج تغییر داد. سپس در فروردین ۱۳۵۸ و به عنوان یکی از پیامدهای انقلاب ۱۳۵۷ ایران نام باشگاه از تاج به استقلال تغییر یافت و این باشگاه از این تاریخ تا به امروز با این نام در فوتبال ایران و عرصه بین‌المللی فعالیت می‌کند.
تیم ملی فوتبال ایران یک تیم ملی فوتبال است که زیر نظر فدراسیون فوتبال ایران و به نمایندگی از کشور ایران به میدان می‌رود. نخستین بازی تیم ملی ایران که مورد تأیید فیفا است یک بازی دوستانه در مقابل تیم ملی فوتبال افغانستان در شهریور ۱۳۲۰ است و نخستین تورنمنت رسمی فوتبال که تیم ملی ایران در آن شرکت کرد بازی‌های آسیایی ۱۹۵۱ دهلی‌نو بود.

## پیشینه
در اسفند ۱۳۲۹ ایران در نخستین دوره بازی‌های آسیایی شرکت کرد و ۲۲ نفر از اعضای کاروان ایران بازیکنان مجموعه ورزشی تاج بودند، از جمله ۸ بازیکن فوتبال که برای تیم ملی به میدان رفتند و همین‌ها نخستین بازیکنانی بودند که از تاج به تیم ملی دعوت شدند تا در یک تورنمنت رسمی شرکت کنند. تیم ملی در آن بازی‌های تا دیدار نهایی پیش رفت اما در آن بازی مغلوب تیم میزبان، هند، شد. نادر افشار، پرویز کوزه‌کنانی و مهدی مسعودانصاری از بازیکنان تاج ۴ گل از ۵ گل ایران در آن تورنمنت را به ثمر رساندند.
تیم ملی ایران در دهه ۱۳۳۰ خورشیدی فعالیت چندانی نداشت اما در دهه ۱۳۴۰ ایران دوران نسبتاً موفقیت‌آمیزی را سپری کرد. در سال ۱۳۴۳ تیم ملی برای نخستین بار در بازی‌های المپیک تابستانی شرکت کرد. ایران در آن بازی‌ها تنها یک گل زد که آن را هم کرم نیرلو بازیکن وقت تیم تاج از روی نقطه پنالتی به ثمر رساند تا نخستین گل ایران در ادوار المپیک توسط یک بازیکن تاج به ثمر برسد. تاج در اردوی تیم ملی در المپیک ۶ نماینده داشت. در سال ۱۳۴۵ ایران در بازی‌های آسیایی شرکت کرد و موفق شد تا دیدار نهایی پیش رود. تاج در آن بازی‌ها ۴ نماینده در تیم ملی داشت و ۵ گل از ۹ گل ایران در آن بازی‌ها را بازیکنان تاج به ثمر رساندند. دو سال بعد و در بهار ۱۳۴۷ تیم ملی میزبانی جام ملت‌های آسیا را بر عهده گرفت و موفق شد تا مقام قهرمانی را نیز از آن خود کند. ۶ بازیکن اردوی تیم ملی ایران بازیکنان تاج بودند که ۴ گل از ۱۱ گل ایران را نیز به ثمر رساندند.

تیم ملی ایران برنده مدال طلای بازی‌های آسیایی ۱۹۷۴، ۹ نفر از ۲۰ بازیکن تیم ملی عضو باشگاه تاج بودند.

دهه ۱۳۵۰ خورشیدی ادامه دوران موفقیت‌های تیم ملی ایران بود. در اردیبهشت سال ۱۳۵۱ ایران در جام ملت‌های آسیا شرکت کرد و موفق شد عنوان قهرمانی را از آن خود کند. تاج ۵ نماینده در تیم ملی داشت و ۴ گل از ۱۲ گل ایران را نیز بازیکنان تاج به ثمر رساندند، از جمله هت تریک علی جباری در برابر تایلند میزبان تا ایران بازی ۲–۰ باخته را ۳–۲ ببرد و یکی از بردهای به یاد ماندنی تیم ملی ثبت شود. در شهریور همان سال ایران در بازی‌های المپیک تابستانی ۱۹۷۲ مونیخ شرکت کرد و در همان مرحله گروهی حذف شد. تاج ۷ نماینده در آن تیم ملی داشت. در شهریور ۱۳۵۳ ایران میزبانی بازی‌های آسیایی را بر عهده گرفت. ۹ بازیکن از ۲۰ بازیکن اردوی تیم فوتبال ایران بازیکنان تاج بودند و تیم ملی موفق شد با ترکیبی که عمده بازیکنانش را بازیکنان تاج تشکیل می‌دادند عنوان قهرمانی را از آن خود کند. ایران در آن بازی‌ها ۲۰ گل به ثمر رساند که بازیکنان تاج موفق به ثمر رساندن ۹ گل شدند تا نقش عمده‌ای در نخستین مدال طلای فوتبال بازی‌های آسیایی داشته باشند. در خرداد ۱۳۵۵ ایران میزبان جام ملت‌های آسیا بود و تاج ۴ نماینده در تیم ملی داشت. دروازه ایران در آن بازی‌ها بسته ماند و منصور رشیدی دروازه‌بان تاجی تیم ملی هیچ گلی دریافت نکرد. ۱ گل از ۱۳ گل ایران را نیز حسن روشن به ثمر رساند. ماه بعد ایران در بازی‌های المپیک تابستانی مونترال شرکت کرد و تاج ۴ نماینده در تیم ملی داشت. یکی از ۴ گل ایران در آن بازی‌ها را نیز حسن روشن به ثمر رساند. دو سال بعد و در خرداد ۱۳۵۷ ایران برای نخستین بار در چام جهانی فوتبال شرکت کرد. تاج ۴ نماینده در تیم ملی داشت و هر دو گل ایران را نیز بازیکنان تاج، ایرج دانایی‌فرد و حسن روشن به ثمر رساندند تا همچون بازی‌های المپیک تابستانی نخستین گل ایران در جام جهانی را نیز بازیکنان تاج به ثمر برساندند. جام ملت‌های ۱۹۸۰ کویت که در شهریور ۱۳۵۹ برگزار شد آخرین تورنمنت مهمی بود که ایران در دهه ۱۳۵۰ خورشیدی در آن شرکت کرد. تاج که حالا و بعد از وقایع انقلاب ۱۳۵۷ با نام استقلال ادامه فعالیت داشت ۷ نماینده در تیم ملی داشت. تیم ملی بر خلاف دوره‌های قبلی جام ملت‌ها حضور موفقیت‌آمیزی نداشت و تنها به عنوان سومی قناعت کرد. همزمانی شروع جنگ ایران و عراق و میزبانی بد کویت از دلایل اصلی روحیه پایین و نتایج ضعیف تیم ملی عنوان شده‌اند. ۹ گل از ۱۳ گل ایران در آن بازی‌ها را بازیکنان استقلال به ثمر رساندند و بهتاش فریبا با زدن ۷ گل موفق شد به‌طور مشترک عنوان آقای گلی را از آن خود کند.

## بازیکنان استقلال در تورنمنت‌های جهانی

### در جام جهانی فوتبال
| جام جهانی ۱۹۷۸ - ناصر حجازی - ایرج دانایی‌فرد - حسن روشن - حسن نظری - آندرانیک اسکندریان | جام جهانی ۱۹۹۸ - علیرضا منصوریان - جواد زرینچه - مهدی پاشازاده - پرویز برومند | جام جهانی ۲۰۰۶ - وحید طالب‌لو - امیرحسین صادقی - غلام‌رضا عنایتی | جام جهانی ۲۰۱۴ - خسرو حیدری - امیرحسین صادقی - هاشم بیک‌زاده - آندرانیک تیموریان | جام جهانی ۲۰۱۸ - امید ابراهیمی - روزبه چشمی - پژمان منتظری - مجید حسینی |

جام جهانی ۲۰۲۲  قطر

- سیدحسین حسینی
- روزبه چشمی
- ابوالفضل جلالی

### در بازی‌های المپیک تابستانی
| المپیک ۱۹۶۴ - حسن حبیبی - جلال طالبی - کرم نیرلو - کامبیز جمالی - فریبرز اسماعیلی - محمد بیاتی | المپیک ۱۹۷۲ - علی جباری - اکبر کارگرجم - جواد الله‌وردی - جواد قراب - منصور رشیدی | المپیک ۱۹۷۶ - آندرانیک اسکندریان - حسن روشن - حسن نظری - ناصر حجازی - منصور رشیدی |

### در جام جهانی فوتبال زیر ۲۰ سال
| جام جهانی زیر ۲۰ سال ۱۹۷۷ - عبدالعلی چنگیز - محرم عاشری - رضا نعلچگر | جام جهانی زیر ۲۰ سال ۲۰۱۷ - امید نورافکن |

### در جام جهانی فوتبال زیر ۱۷ سال
| جام جهانی زیر ۱۷ سال ۲۰۰۱ - امیر امینی‌فر - منصور احمدزاده - سید میرطباطبایی | جام جهانی زیر ۱۷ سال ۲۰۰۹ - ایمان صادقی | جام جهانی زیر ۱۷ سال ۲۰۱۷ - محمد سرداری |

## بازیکنان استقلال در تورنمنت‌های آسیایی

### در جام ملت‌های آسیا
| جام ملت‌های آسیا ۱۹۶۸ - کارو حقوردیان - اکبر افتخاری - غلام‌حسین فرزامی - فریبرز اسماعیلی - علی جباری | جام ملت‌های آسیا ۱۹۷۲ - ناصر حجازی - اکبر کارگرجم - جواد قراب - علی جباری - غلامحسین مظلومی | جام ملت‌های آسیا ۱۹۷۶ - منصور رشیدی - حسن نظری - آندرانیک اسکندریان - حسن روشن | جام ملت‌های آسیا ۱۹۸۰ - ناصر حجازی - ایرج دانایی‌فرد - رضا نعلچگر - بهتاش فریبا - حسن روشن - غلامرضا فتح‌آبادی | جام ملت‌های آسیا ۱۹۸۴ - شاهین بیانی - اصغر حاجیلو - شاهرخ بیانی - عبدالعلی چنگیز - رضا احدی - جعفر مختاری‌فر - سعید مراغه‌چیان |

| جام ملت‌های آسیا ۱۹۸۸ - جواد زرینچه - مجید نامجو مطلق | جام ملت‌های آسیا ۱۹۹۲ - احمدرضا عابدزاده - رضا حسن‌زاده - صمد مرفاوی | جام ملت‌های آسیا ۱۹۹۶ - علیرضا منصوریان | جام ملت‌های آسیا ۲۰۰۰ - پرویز برومند - مهدی هاشمی‌نسب - ستار همدانی - محمدرضا مهدوی - محمد نوازی - داریوش یزدانی | جام ملت‌های آسیا ۲۰۰۴ - غلام‌رضا عنایتی - فرزاد مجیدی |

| جام ملت‌های آسیا ۲۰۰۷ - وحید طالب‌لو - سید مهدی رحمتی - امیرحسین صادقی | جام ملت‌های آسیا ۲۰۱۱ - ایمان مبعلی | جام ملت‌های آسیا ۲۰۱۵ - محسن فروزان - خسرو حیدری - امیرحسین صادقی - امید ابراهیمی | جام ملت‌های آسیا ۲۰۱۹ - وریا غفوری - پژمان منتظری - روزبه چشمی |

### در بازی‌های آسیایی
| بازی‌های آسیایی ۱۹۵۱ - منصور حاجیان - محمود بیاتی - نادر افشارعلوی‌نژاد - مهدی مسعودانصاری - ژرژ مارکاریان - حسین سرودی - پرویز کوزه‌کنانی - مهدی نصیراوغلو | بازی‌های آسیایی ۱۹۵۸ - عارف قلی‌زاده - داوود ارغوانی - بیوک جدی‌کار - نادر افشارعلوی‌نژاد - محمود بیاتی - ایرج حاتم | بازی‌های آسیایی ۱۹۶۶ - علی جباری - فریبرز اسماعیلی - غلامحسین فرزامی | بازی‌های آسیایی ۱۹۷۰ - ناصر حجازی - علی جباری - پرویز قلیچ‌خانی | بازی‌های آسیایی ۱۹۷۴ - ناصر حجازی - منصور رشیدی - اکبر کارگرجم - عزت جانملکی - علی جباری - کارو حق‌وردیان - غلامحسین مظلومی - محمدرضا عادلخانی - حسن روشن |

| بازی‌های آسیایی ۱۹۸۲ - رضا احدی | بازی‌های آسیایی ۱۹۸۶ - مجید رضایی - اصغر حاجیلو - شاهین بیانی - مجید نامجو مطلق - عبدالعلی چنگیز - مرتضی یکه | بازی‌های آسیایی ۱۹۹۰ - احمدرضا عابدزاده - جواد زرینچه - مهدی فنونی‌زاده - شاهرخ بیانی - صمد مرفاوی - شاهین بیانی - رضا حسن‌زاده - مجید نامجو مطلق | بازی‌های آسیایی ۱۹۹۴ - بهزاد غلامپور - جواد زرینچه - صادق ورمزیار - امیر قلعه‌نویی | بازی‌های آسیایی ۱۹۹۸ - حمیدرضا بابایی - جواد زرینچه - علیرضا منصوریان - علی موسوی - داریوش یزدانی - محمد نوازی - محمود فکری |

| بازی‌های آسیایی ۲۰۰۲ - علیرضا واحدی نیکبخت | بازی‌های آسیایی ۲۰۰۶ - بهشاد یاورزاده | بازی‌های آسیایی ۲۰۱۴ - یعقوب کریمی | بازی‌های آسیایی ۲۰۱۸ - مهدی قایدی - احمدرضا احمدوند |

### بازی‌های آسیایی ۲۰۲۲
- سیدحسین حسینی
- امیرارسلان مطهری
- امید حامدی‌فر
- سامان تورانیان

### در مسابقات زیر ۲۳ سال آسیا
| مسابقات فوتبال زیر ۲۳ سال آسیا ۲۰۱۶ - روزبه چشمی - محسن کریمی - فرشید اسماعیلی |

### در مسابقات زیر ۱۹ سال آسیا
| مسابقات فوتبال زیر ۱۹ سال آسیا ۱۹۷۳ - پرویز مظلومی - حسن روشن - حسن نگارش - هادی نراقی | مسابقات فوتبال زیر ۱۹ سال آسیا ۲۰۱۰ - یعقوب کریمی - مجتبی محبوب‌مجاز | مسابقات فوتبال زیر ۱۹ سال آسیا ۲۰۱۶ - امید نورافکن |